# Острув (Бяльский повет)
Острув (пол. Ostrów) — деревня в Бяльском повете Люблинского воеводства Польши. Входит в состав гмины Янув-Подляский. По данным переписи 2011 года, в деревне проживало 192 человека.

## География
Деревня расположена на востоке Польши, к югу от реки Западный Буг, вблизи государственной границы с Белоруссией, на расстоянии приблизительно 21 километра к северо-востоку от города Бяла-Подляска, административного центра повета. Абсолютная высота — 128 метров над уровнем моря. К югу от населённого пункта проходит региональная автодорога 698.

## История
В конце XVIII века город входил в состав Берестейской экономии Великого княжества Литовского. Согласно «Справочной книжке Седлецкой губернии на 1875 год» деревня входила в состав гмины Павлов Константиновского уезда Седлецкой губернии. В период с 1975 по 1998 годы Острув входил в состав Бяльскоподляского воеводства.

## Население
Демографическая структура по состоянию на 31 марта 2011 года:
|         | Всего | До трудоспособного возраста | Трудоспособного возраста | Старше трудоспособного возраста |
| ------- | ----- | --------------------------- | ------------------------ | ------------------------------- |
| Мужчины | 100   | 38                          | 54                       | 8                               |
| Женщины | 92    | 25                          | 41                       | 26                              |
| Всего   | 192   | 63                          | 95                       | 34                              |